# 薬剤師国家試験
薬剤師国家試験（やくざいしこっかしけん）とは、薬剤師法を根拠とする国家試験であり、厚生労働省医薬・生活衛生局が所管している。試験に合格した者は厚生労働大臣より合格証書の交付を受け（薬剤師法施行令第11条）、厚生労働省内に備えられる薬剤師名簿に登録することによって薬剤師の免許を厚生労働大臣より与えられる（薬剤師法第2条、第3条、第6条、第7条）。合格証書がないと免許の交付手続ができない。
薬剤師国家試験は、薬剤師として必要な知識及び技能の確認を目的とするものである（薬剤師法第11条）。試験は少なくとも年1回行われるとされ（薬剤師法第12条1項）、受験料は6,800円（薬剤師法第16条1項、薬剤師法施行令第13条）。厚生労働大臣は、試験の科目又は実施若しくは合格者の決定の方法を定めようとするときは、あらかじめ、医道審議会の意見を聴かなければならない（薬剤師法第12条2項）。

## 受験資格
次のいずれかに該当する者
1. 学校教育法に基づく大学において、薬学の正規の課程（「6年制薬学課程」）を修めて卒業した者（その年の指定する日までに卒業する見込みの者を含む｡）（薬剤師法第15条1号）。
2. 外国の薬学校を卒業し、又は外国の薬剤師免許を受けた者で、2012年（平成24年）4月1日以降に、厚生労働大臣が1.に掲げる者と同等以上の学力及び技能を有すると認定した者（薬剤師法第15条2号）。
3. 2006年（平成18年）4月1日において、同日施行の「薬剤師法の一部を改正する法律」による改正前の薬剤師法第15条第1号・第2号に該当する者（薬剤師法附則第2条1項1号）。
4. 2006年（平成18年）4月1日前に学校教育法に基づく大学（短期大学を除く。以下同じ。）に在学し、同日以後に改正前の薬剤師法第15条第1号に規定する要件に該当することとなった者（同日以後に学校教育法に基づく大学に入学し、当該大学において、薬学の正規の課程（「4年制薬学課程」）を修めて卒業した者を除く。）（薬剤師法附則第2条1項2号）。
5. 平成18年度から平成29年度までの間に学校教育法に基づく大学に入学し、4年制薬学課程を修めて卒業し、かつ、学校教育法に基づく大学院において薬学の修士又は博士の課程を修了した者であって、厚生労働大臣が、改正後の薬剤師法第15条第1号に掲げる者と同等以上の学力及び技能を有すると認定した者（薬剤師法附則第3条）。

## 薬剤師試験委員
厚生労働省医薬・生活衛生局の監修の下に、薬剤師試験委員が問題を作成する（薬剤師法第13条）。委員は非常勤で、試験を行なうについて必要な学識経験のある者のうちから、試験の執行ごとに、厚生労働大臣が任命し、その試験が終わったときは退任する（薬剤師法施行令第12条）。委員名簿は毎回試験の公告と同時に発表され、実際の委員は大学の教員が大半で、ほか病院・薬局所属の薬剤師、官僚等から選任されている。
薬剤師試験委員その他試験に関する事務をつかさどる者は、その事務の施行に当たって厳正を保持し、不正の行為がないようにしなければならない（薬剤師法第14条）。

## 試験日程
公告
- 例年、前年の8月末

試験日
- 例年、3月上旬の土曜・日曜 近年は2月下旬

合格発表日
- 例年は4月上旬であったが、4月からの就職に対する配慮から、現在は3月末の発表となっている。

## 試験地
- 北海道、宮城県、東京都、石川県、愛知県、大阪府、広島県、徳島県及び福岡県

## 試験内容
全問マークシート方式の筆記試験。出題基準は学術の進歩及び薬剤師業務の変化に伴い、おおむね4年を目途に見直しを行うこととされている。現行の新国家試験の詳細については次を参照の事。

### 2012年（97回）より
問題数は345問で、2日間の日程で行われる。
| 領域             | 必須問題 | 薬学理論問題 | 薬学実践問題 | 合計 |
| ---------------- | -------- | ------------ | ------------ | ---- |
| 物理・化学・生物 | 15問     | 30問         | 15問         | 60問 |
| 衛生             | 10問     | 20問         | 10問         | 40問 |
| 薬理             | 15問     | 15問         | 10問         | 40問 |
| 薬剤             | 15問     | 15問         | 10問         | 40問 |
| 病態・薬物治療   | 15問     | 15問         | 10問         | 40問 |
| 法規・制度・倫理 | 10問     | 10問         | 10問         | 30問 |
| 実務             | 10問     | -            | 85問         | 95問 |

- 第97回から第100回までの合格基準

1. 全問題への配点の65％を基本とし、問題の難易を補正して得た実際の総得点以上であること
2. 一般問題について、構成する各科目の得点がそれぞれ配点の35％以上であること
3. 必須問題について、全問題への配点の70％以上で、かつ、構成する各科目の得点がそれぞれ配点の50％以上であること

以上全てを満たすこと。
- 第101回の合格基準 [2]

1. 問題の難易を補正して得た総得点について、平均点と標準偏差を用いた相対基準により設定した得点以上であること
2. 必須問題について、全問題への配点の70％以上で、かつ、構成する各科目の得点がそれぞれ配点の30％以上であること

以上全てを満たすこと(当分の間、混乱回避のため全問題への配点の65％以上であり、かつ、必須問題に対する基準を満たしている受験者は合格)
- 第102回の合格基準[3]

1. 全問題の得点が434点以上
2. 必須問題について、全問題への配点の70%以上で、かつ、構成する各科目の得点がそれぞれ配点の30%以上

以上すべての基準を満たした者を合格とする。ただし配点は1問2点（682点満点）。4問が採点対象から除外。

### 1996年（81回） - 2011年（96回）
日程は2日間（1日目午前に基礎薬学、午後に衛生薬学と薬事法規・制度、2日目午前・午後に医療薬学）で実施され、問題数は以下の通りだった。必ずしも各分野の範囲内から出題される訳ではなく、複合的な問題が出題されることもあった。これは第5次薬剤師国家試験出題基準に基づき、第90回（2005年）より施行されたものである。
合格基準は①問題の難易を補正し、計算して得た総得点312点(65%)に対応する実際の総得点（試験毎に異なる）以上の得点の者②各科目全てが35%以上の得点の者とされた。
- 基礎薬学 60問
- 衛生薬学 40問
- 薬事関係法規及び薬事関係制度 20問
- 医療薬学 120問

## 合格率
第97回の国家試験から薬学部6年制課程の卒業者が受験する新国家試験がスタートした。この回は約9,800人が受験し、約8,600人が合格。合格率は88％だった。第98回薬剤師国家試験は約11,300人が受験し、約9,000人が合格。合格率は79％だった。第99回薬剤師国家試験は約12,000人が受験し、約7,300人が合格。合格率は61％だった。
なお、第95回と第96回の国家試験は薬学部4年制課程と6年制課程の移行期にあたり、受験者は薬学部4年制課程の既卒者（所謂卒延者を含む）に限られ、合格率は低迷した,。
第101回の国家試験では2016年時点で過去最高の合格者数となっている。これは同年の試験では足切り点数（一般科目は廃止、必須問題科目を50％から30％へ変更）が緩和されたことが影響している。
しかし、近年においては医薬分業への移行、私立薬学部の大幅増加、6年制への移行（教育内容の充実化）、少子高齢化、一般家庭の経済的背景などの薬剤師養成をとりまく大きな社会的背景の変化があったものの1990年代、2000年代、2010年代、と10年区切りでみた場合には薬剤師合格者数は各85,231人、92,710人、79,913人と絶対数の大幅な変化はなく、ほぼ一定水準が保たれていると言える。
| 回      | 試験実施年 | 年度           | 受験者数 | 合格者数 | 合格率 |
| ------- | ---------- | -------------- | -------- | -------- | ------ |
| 第68回  | 1985春     | 1984（昭和59） | 8,774    | 6,907    | 78.7%  |
| 第69回  | 1985秋     | 1984（昭和59） | 2,251    | 1,087    | 48.3%  |
| 第70回  | 1986春     | 1985（昭和60） | 8,710    | 5,429    | 62.3%  |
| 第71回  | 1986秋     | 1985（昭和60） | 3,544    | 2,594    | 73.2%  |
| 第72回  | 1987       | 1986（昭和61） | 8,865    | 7,828    | 88.3%  |
| 第73回  | 1988       | 1987（昭和62） | 9,665    | 8,152    | 84.4%  |
| 第74回  | 1989       | 1988（昭和63） | 9,697    | 8,148    | 84.0%  |
| 第75回  | 1990       | 1989（平成元） | 10,298   | 8,780    | 85.3%  |
| 第76回  | 1991       | 1990（平成2）  | 10,288   | 8,196    | 79.7%  |
| 第77回  | 1992       | 1991（平成3）  | 10,447   | 7,497    | 71.8%  |
| 第78回  | 1993       | 1992（平成4）  | 11,307   | 9,051    | 80.1%  |
| 第79回  | 1994       | 1993（平成5）  | 10,875   | 7,872    | 72.4%  |
| 第80回  | 1995       | 1994（平成6）  | 11,982   | 8,514    | 71.2%  |
| 第81回  | 1996       | 1995（平成7）  | 11,937   | 9,154    | 76.7%  |
| 第82回  | 1997       | 1996（平成8）  | 11,582   | 8,729    | 75.4%  |
| 第83回  | 1998       | 1997（平成9）  | 11,530   | 8,387    | 72.7%  |
| 第84回  | 1999       | 1998（平成10） | 11,739   | 9,051    | 77.1%  |
| 第85回  | 2000       | 1999（平成11） | 11,529   | 9,213    | 79.9%  |
| 第86回  | 2001       | 2000（平成12） | 10,683   | 8,108    | 75.9%  |
| 第87回  | 2002       | 2001（平成13） | 11,148   | 9,009    | 80.8%  |
| 第88回  | 2003       | 2002（平成14） | 10,850   | 8,802    | 81.1%  |
| 第89回  | 2004       | 2003（平成15） | 11,048   | 8,653    | 78.3%  |
| 第90回  | 2005       | 2004（平成16） | 11,590   | 9,781    | 84.4%  |
| 第91回  | 2006       | 2005（平成17） | 11,046   | 8,202    | 74.3%  |
| 第92回  | 2007       | 2006（平成18） | 12,112   | 9,154    | 75.6%  |
| 第93回  | 2008       | 2007（平成19） | 13,773   | 10,487   | 76.1%  |
| 第94回  | 2009       | 2008（平成20） | 15,189   | 11,301   | 74.4%  |
| 第95回  | 2010       | 2009（平成21） | 6,720    | 3,787    | 56.4%  |
| 第96回  | 2011       | 2010（平成22） | 3,274    | 1,455    | 44.4%  |
| 第97回  | 2012       | 2011（平成23） | 9,785    | 8,641    | 88.3%  |
| 第98回  | 2013       | 2012（平成24） | 11,288   | 8,929    | 79.1%  |
| 第99回  | 2014       | 2013（平成25） | 12,019   | 7,312    | 60.8%  |
| 第100回 | 2015       | 2014（平成26） | 14,316   | 9,044    | 63.2%  |
| 第101回 | 2016       | 2015（平成27） | 14,949   | 11,488   | 76.9%  |
| 第102回 | 2017       | 2016（平成28） | 13,243   | 9,479    | 71.6%  |
| 第103回 | 2018       | 2017（平成29） | 13,579   | 9,584    | 70.6%  |
| 第104回 | 2019       | 2018（平成30） | 14,376   | 10,194   | 70.9%  |
| 第105回 | 2020       | 2019（平成31） | 14,311   | 9,958    | 69.6%  |
| 第106回 | 2021       | 2020（令和2）  | 15,680   | 9,634    | 68.7%  |
| 第107回 | 2022       | 2021（令和3）  | 14,124   | 9,607    | 68.0%  |
| 第108回 | 2023       | 2022（令和4）  | 13915    | 9,602    | 69.0%  |
| 第109回 | 2024       | 2023（令和5）  | 13585    | 9,296    | 68.43% |

## 各大学の国家試験対策
多くの大学で薬剤師国家試験予備校の講師を招いて授業を行う例や、大学の国家試験対策の一環として予備校が作成した模擬試験を行うことが知られている。
前述のとおり、国家試験の受験資格は薬学部を卒業ないしは卒業見込みであるが、各大学では様々な方法により、国家試験を受験できる学生の選抜が行われている。
これは、国家試験に合格する見込みが低い学生をあらかじめふるいにかけ、受験者の平均の学力を上げることで、見かけ上の合格率を上昇させるためのものと思われる。医学部や歯学部などでも同様である。特に、合格率が次年度の入学者数に大きく影響する私立大学においてこの傾向は顕著である。

## 沿革
- 1949年（1回） 薬剤師国家試験開始

学説試験を受験後、合格者は実地試験する。
- 1961年（20回）学説試験と実地試験を同時期に受験するよう変更される
- 1965年（28回）実地試験も筆記方式に変更され、実技試験が廃止される
- 1985年 第1次薬剤師国家試験出題基準策定
- 1987年（72回）試験実施が年2回から1回へ変更
- 1990年（75回）受験者数10,000名突破
- 1990年 第2次薬剤師国家試験出題基準策定
- 1994年 第3次薬剤師国家試験出題基準策定
- 1996年（81回）すでに筆記試験になっていた実地試験が廃止

筆記試験の問題数は200問から240問へ増加
- 1998年 第4次薬剤師国家試験出題基準策定

生活習慣病や介護保険制度などに関する出題が明示されたほか、労働基準法が削除となった。
- 2006年 薬学部6年制課程設置
- 2004年 第5次薬剤師国家試験出題基準策定

個人情報保護法や内分泌かく乱物質、シックハウス症候群といった項目が追加された。
- 2008年（93回） 合格者数10,000名突破

2012年（平成24年）3月より開始される新6年制課程を修めた学生が受験する新薬剤師国家試験の概要が厚生労働省薬剤師国家試験出題制度検討会によりまとめられた。
- 2009年（94回） 薬学部旧4年制課程新卒者最後の国家試験
- 2011年（96回） 薬学部旧4年制課程最後の国家試験
- 2011年 薬剤師国家試験出題基準改定

6年制課程修了者向けの出題基準が策定された。
- 2012年（97回） 薬学部6年制課程卒業者初の国家試験
- 2016年（101回）合格基準変更、合格基準に相対基準導入
- 2019年（104回）「禁忌肢」を含む問題形式を導入予定[11]
- 2021年（106回）新コアカリキュラムでの出題予定